# Iraqi Republic Railways
Iraqi Republic Railways (IRR) (en árabe: الشركة العامة لسكك الحديد العراقية; en español: Ferrocarriles de la República Iraquí) es la empresa nacional de ferrocarriles de Irak.

## Red
IRR posee 1.905 kilómetros de líneas férreas, así como un intercambio internacional con Chemins de Fer Syriens (CFS) en Rabiya. El sistema abarca desde Rabiya por el sur hasta Mosul, Bayji, y de Bagdad a Basora, con una línea alternativa desde Shouaiba Junction (cerca de Basora) hasta los puertos de Khor Az Zubair y Umm Qasr, al oeste desde Bagdad a través de Ramadi y Haqlaniya a Al Qaim y Husayba, con una línea compartida desde Al Qaim hacia Akashat, y de este a oeste desde Haqlaniya a través de Bayji hacia Kirkuk.

## Historia
La primera sección ferroviaria en lo que en ese entonces era la provincia de Mesopotamia del Imperio otomano, era una sección de 123 kilómetros del Ferrocarril de Bagdad (Baghdad Railway en inglés) entre dicha ciudad y Samarra, que fue inaugurado en 1914. El trabajo había comenzado en dirección al norte desde Bagdad con el objetivo de conectar dicha sección con la que se construía a través de Turquía y Siria hasta Tel Kotchek, y una extensión hacia el norte, desde Samarra hasta Baiji, fue inaugurada en diciembre de 1918.
Desde 1916 en adelante las fuerzas invasoras británicas introdujeron equipamiento de trocha angosta, llevándolo desde India al sur de Mesopotamia para construir varias secciones de línea con el fin de apoyar su ofensiva contra los turcos. Gran Bretaña derrotó a Turquía y Mesopotamia se convirtió en un mandato de la Sociedad de las Naciones bajo administración británica. En abril de 1920 las autoridades militares británicas transfirieron todas las líneas férreas a una administración civil británica, denominada Mesopotamian Railways.
La línea de un metro de ancho desde Basora hasta Nasiriyah fue la sección más importante construida durante la guerra en términos de su significancia como parte de los últimos intentos de construir una red nacional de ferrocarriles. Poco después del fin de la Primera Guerra Mundial ésta fue extendida hacia el norte desde Ur fuera de Nasiriyah y por el valle del Éufrates, con lo cual la ruta completa desde Basora hasta Bagdad fue inaugurada el 16 de enero de 1920.
La otra sección de un metro de ancho construida durante la Primera Guerra Mundial, que tuvo vital importancia, fue la que iba desde Bagdad hacia el noreste hasta el límite con Persia. Luego de la guerra, el extremo oriental de esta línea fue desviado hacia Khanaqin.
En 1932 Irak se independizó de Gran Bretaña. En marzo de 1936 Gran Bretaña vendió Mesopotamian Railways a Irak, la cual renombró a la empresa como Iraqi State Railways. En 1936, había 114 locomotoras, 8 automotor, 320 coches de pasajeros y 3485 vagones de carga. Los trabajos fueron reiniciados con la extensión del Ferrocarril de Bagdad entre Tel Kotchek y la frontera con Siria y Baiji. La ruta fue inaugurada y completada el 15 de julio de 1940. En 1941 se pusieron en servicio varias locomotoras a vapor para cubrir la ruta del Taurus Express Bagdad-Estambul entre Bagdad y Tel Kotchek.
En 1947 la Compañía de Petróleos de Irak abrió un ramal hacia Kirkuk, la cual funcionaba con sus propias locomotoras Hudswell Clarke desde 1951. ISR abrió una nueva línea de un metro de ancho desde Kirkuk hasta Arbil en 1949. Se construyó un puente carretero y ferroviario sobre el río Tigris en Bagdad en 1950, el cual finalmente conectó las líneas de trocha angosta del este y el oeste.
En 1958, cuando la monarquía iraquí fue derrocada y se declaró la república, ISR fue renombrado Iraqi Republic Railway. En 1961 IRR comenzó a reemplazar sus locomotoras a vapor por máquinas diesel.
En 1964 IRR extendió la red de trocha estándar con una línea desde Bagdad hasta Basora, la cual inició sus servicios de transporte de carga ese mismo año, mientras que el transporte de pasajeros en dicha línea dio comienzo en 1968.
Desde 1980 hasta 2003 IRR sufrió pérdidas de aproximadamente mil millones de dólares debido a los daños sufridos por guerras y saqueos.

## Servicios de pasajeros
En octubre de 2008 se reanudó un servicio conmutador (denominado Metro de Bagdad) entre el centro de Bagdad y el sureño suburbio de Doura. También hay un servicio nocturno entre Bagdad y Basora y un servicio a Samarra que funciona sólo los viernes para los peregrinos. En marzo de 2009 se inició un servicio semanal entre Bagdad y Fallujah. La línea Bagdad - Mosul ha estado en preparaciones para reanudar los servicios de pasajeros. El Ministro de Transportes, Abdul Jabbar Ismail, ha señalado que esperan extender la actual red ferroviaria de 2000 kilómetros a cerca de 5000 kilómetros, pero existen obstáculos como restricciones de presupuesto y aprobaciones de contratos.